# Praemallaspis xanthaspis
Praemallaspis xanthaspis är en skalbaggsart som först beskrevs av Guérin-Méneville 1844.  Praemallaspis xanthaspis ingår i släktet Praemallaspis och familjen långhorningar. Inga underarter finns listade i Catalogue of Life.